# Neorapana grandis
Neorapana grandis је пуж из реда Neogastropoda и фамилије Muricidae. 

## Угроженост
Подаци о распрострањености ове врсте су недовољни.

## Распрострањење
Еквадор је једино познато природно станиште врсте.